# Sabrina Dörpinghaus
Sabrina Dörpinghaus (* 14. Mai 1988 in Gelsenkirchen) ist eine ehemalige deutsche Fußballspielerin, die von 2008 bis 2015 für die erste Mannschaft der SGS Essen (bis 2012 SG Essen-Schönebeck), von 2009 bis 2016 für die zweite und in der Saison 2016/17 für die dritte Mannschaft spielte.  

## Karriere

### Vereine
In Gelsenkirchen geboren, begann sie im Stadtteil Horst bei der STV Horst-Emscher mit dem Fußballspielen. Danach spielte sie für ETuS Bismarck 1931, bevor sie zur STV Horst-Emscher zurückkehrte. Im Stadtteil Beckhausen spielte sie zuletzt für den Spiel- und Sportverein Beckhausen 05 in der B-Jugendmannschaft.
Im Alter von 16 Jahren wurde sie von der SG Wattenscheid 09 verpflichtet. Von 2004 bis 2008 gehörte sie der Mannschaft an und kam in ihrer letzten Saison in der Bundesliga zu 14 Punktspielen. Des Weiteren wurde sie in sechs Vereinspokalspielen und fünf Spielen im Wettbewerb um den Bundesliga-Cup 2011 eingesetzt. Ihre Spielerkarriere ließ sie bei der SpVgg Steele 03/09 von 2017 bis 2019 ausklingen.

### Nationalmannschaft
Dörpinghaus kam einzig für die U-17-Nationalmannschaft zu Länderspielen. Vom 8. März bis zum 6. Oktober 2004 bestritt sie zwölf Einsätze für den DFB – acht Siegen standen vier Niederlagen entgegen.

## Erfolge
- Meister 2. Bundesliga Nord 2007 und Aufstieg in die Bundesliga